# Josef Václav Radecký z Radče
Josef Václav Radecký z Radče (2. listopadu 1766, zámek Třebnice – 5. ledna 1858, Milán), celým jménem Josef Václav Antonín František Karel hrabě Radecký z Radče, někdy uváděn též nesprávně se jménem Jan, byl český šlechtic z rodu Radeckých z Radče, významný rakouský vojenský velitel, stratég, politik a vojenský reformátor, jenž je považován za jednoho z nejlepších vojevůdců Evropy 19. století. Během rusko-turecké války 1787–1792, kde Rakousko bylo spojencem Ruska, si schopností Josefa Radeckého všiml dokonce ruský generál Suvorov, který z něj udělal pobočníka a sám ho vzdělával.
Během své vojenské kariéry se podílel na reformách rakouské armády. V Napoleonově ruském tažení vystupovalo Rakousko jako spojenec Napoleona, po rozdrcení Napoleonovy Grande armée v Rusku se Rakousko přidalo do koalice s Ruskem, v níž se Radecký podílel v koalici na Napoleonově porážce. Po obsazení Paříže carem Alexandrem vstoupil do Paříže s ostatními spojenci. Později byl za své zásluhy jmenován velitelem rakouských sil v Itálii a roku 1836 rakouským polním maršálem. Ve věku 82 let následně jednoznačně zvítězil v první italské válce za nezávislost nad spojenými armádami piemontského krále Karla Alberta a zajistil reinstalaci rakouské moci v severní Itálii.
V roce 1849 byl jmenován generálním guvernérem Františka Josefa I. pro Království lombardsko-benátské, jímž zůstal až do roku 1857, kdy se stáhl z veřejného života.

## Život

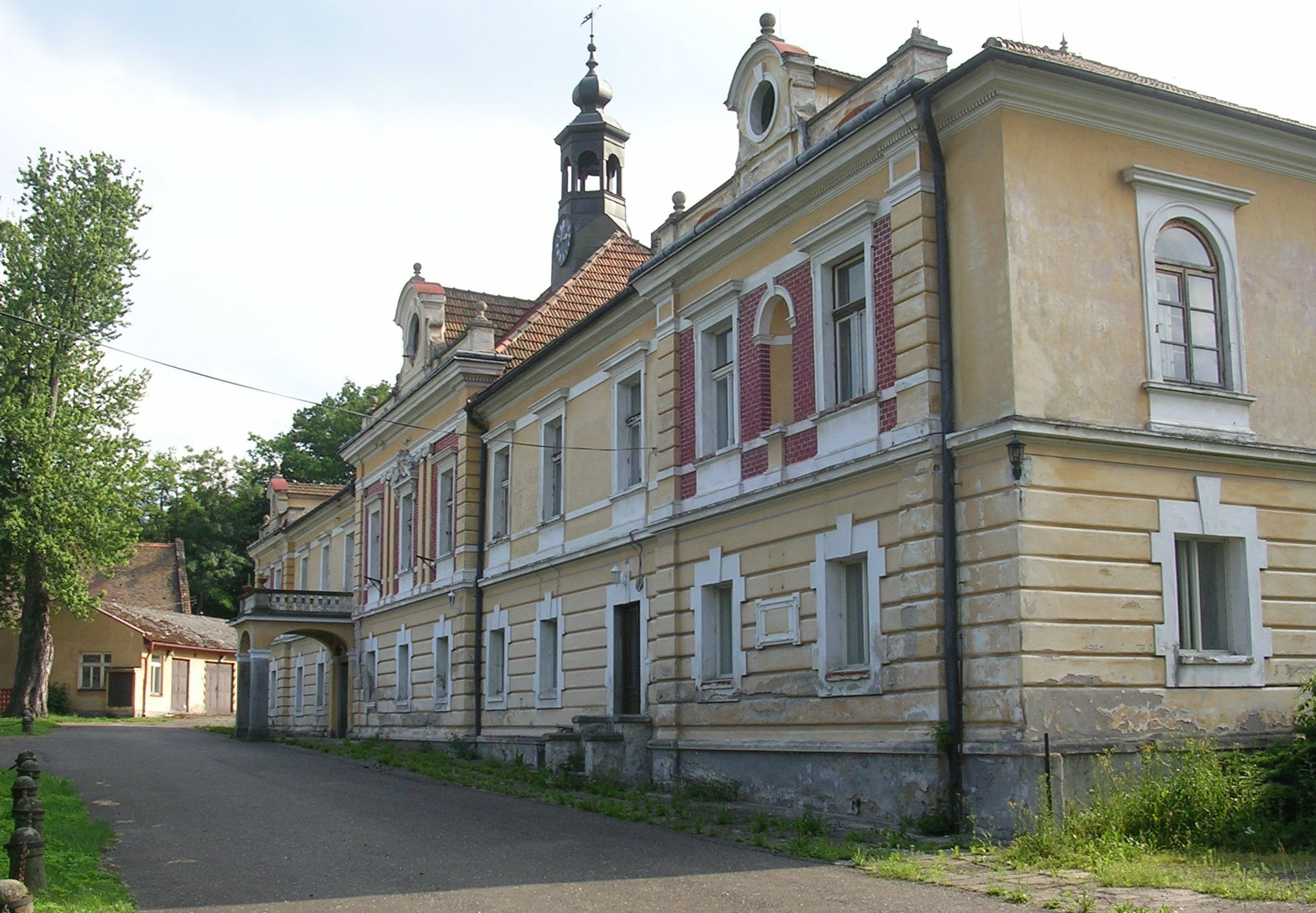
Třebnický zámek, místo narození maršála Radeckého

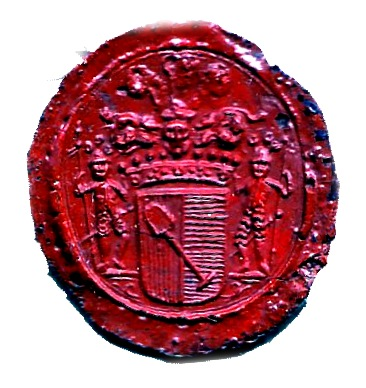
Osobní pečeť maršála Radeckého

### Vojenská kariéra
Narodil se jako syn hraběte Petra Eusebia Radeckého a Marie Venantie rozené Bechyňové z Lažan. Matka zemřela při porodu a ve věku deseti let ztratil i otce.  Po smrti rodičů byl poslán na výchovu do Prahy ke svému dědovi z otcovy strany, bývalému důstojníkovi, a studoval nejprve na gymnasiu u piaristů v Panské ulici na Novém Městě. Dále pokračoval studiem na rytířské akademii v Brně a na Theresianu ve Vídeňském Novém Městě. Ve věku osmnácti let, 1. srpna roku 1784 vstoupil jako kadet do 1. kyrysnického pluku c. a k. rakouské armády, ležením v Gyöngyösi. Za dva roky se stal poručíkem a rok na to nadporučíkem. V letech 1788–1789 se vyznamenal v bojích s Osmanskou říší během rakousko-turecké války, což mu zajistilo místo jednoho z pobočníků maršála Laudona.
Od roku 1794 sloužil u pluku d’Este a v bojích proti revoluční Francii v první koaliční válce dosáhl hodnosti rytmistra. Roku 1796 byl převelen do severní Itálie, kde působil jako štábní důstojník, z hodnosti majora byl povýšen na velitele pluku pionýrského. Po uzavření campoformijského míru byl přesunut k ženijním jednotkám a stavěl opevnění a silnice v benátské oblasti.
Po vypuknutí druhé koaliční války sloužil opět v severní Itálii, a to jako adjutant ve štábu generála Melase. Na podzim roku 1800 se stal plukovníkem a velitelem kyrysnického pluku na Rýně, v jehož čele se vyznamenal v bitvě u Hohenlindenu. V roce 1801 byl vyznamenán rytířským křížem řádu Marie Terezie. V roce 1803 byl jmenován generálmajorem. Při opětovné válce proti Francii (tzv. válka třetí koalice) se stal velitelem brigády znovu na severoitalském bojišti. S brigádou se zúčastnil vítězné bitvy u Caldiera, ale poté mu bylo uděleno velení nad samostatným oddílem ve Štýrsku, kde se mu podařilo porazit francouzské jednotky v šarvátce u Ehrenhausenu. Když Rakouské císařství podepsalo Prešpurský mír a tím vystoupilo z protinapoleonské koalice, byl Radecký převelen do Vídně, kde se stal velitelem brigády a pobočníkem arcivévody Karla, známým reformátorem rakouské císařské armády. V již páté koaliční válce vedl svou brigádu do boje u Welsu. Ani tato válka však neskončila úspěchem rakouských zbraní. Po opětovné porážce Rakouska se Radecký stal roku 1809 náčelníkem stálého generálního štábu v hodnosti podmaršálka, přičemž dohlížel na reorganizaci rakouské armády. Rezignoval roku 1812 poté, kdy byla velká část jeho návrhů reformy zamítnuta jako příliš nákladná.

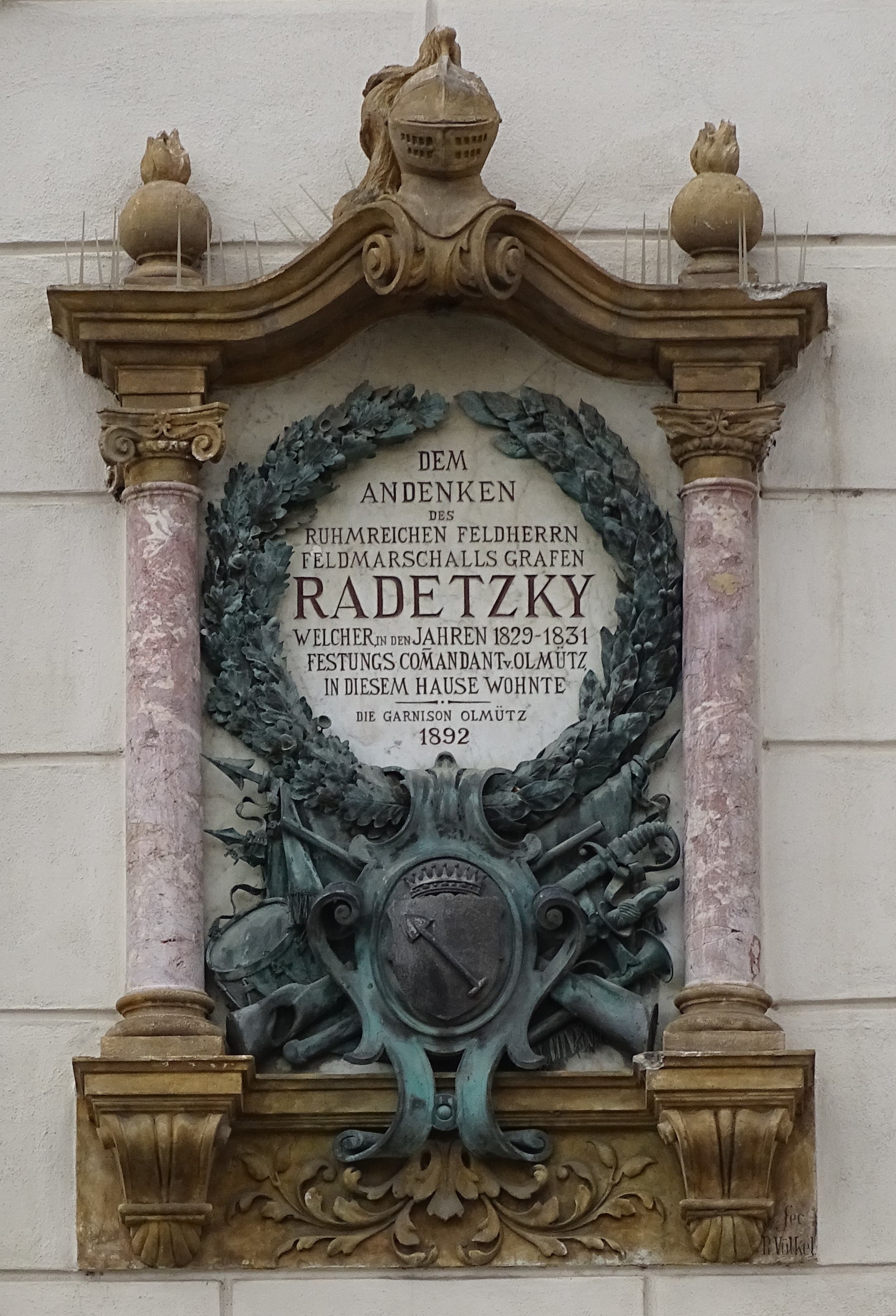
Pamětní deska na pobyt J. V. Radeckého v Olomouci v letech 1829 - 1831.

V roce 1813 jej generalissimus rakouských vojsk kníže Karel I. Filip ze Schwarzenberg jmenoval náčelníkem svého štábu, kteroužto hodnost si podržel během celého tažení proti Francii. Byl autorem spojeneckých plánů bitvy národů u Lipska. Po protinapoleonském tažení byl na vlastní žádost přeložen ke svému kyrysnickému pluku do Šoproně. Ve věku 62 let byl povýšen na generála polního strážmistra, což byla nejvyšší hodnost u rakouského jezdectva.  Vystřídal různé funkce, ale prosazováním nepopulárních vojenských reforem u ostatních velitelů si udělal mnoho nepřátel, kteří jej nakonec roku 1829 na čas odklidili na post velitele olomoucké pevnosti. V letech 1829–1831 přebýval v Olomouci a sídlil zde v Edelmannově paláci (od roku 1892 tam má pamětní desku) na Horním náměstí, zlepšil sanitární podmínky města, vysušoval okolní mokřady a vysazoval ovocné sady.
V roce 1831 byl jmenován velitelem rakouských vojsk na Apeninském poloostrově a provedl jejich rozsáhlou reorganizaci, přičemž posílil její akceschopnost. V roce 1839 byla schválena Radeckého Instrukce pro manévry, kterou byl zaveden celoroční výcvik vojáků.  Ke svým sedmdesátým narozeninám roku 1836 obdržel hodnost polního maršála. V roce 1848 vpadla do Lombardie sardinská armáda s úmyslem sjednotit Itálii pod nadvládu Savojských a osvobodit ji tak z cizí nadvlády. Pro nedostatek mužů byl Radecký nucen vyklidit většinu rakouských území v Itálii, udržel však proti značné přesile nepřítele pevnost Veronu. Císař Ferdinand I. udělil Radeckému velkokříž řádu Marie Terezie. Když pak konečně dostal posily, porazil podstatně početnější spojená vojska italských revolucionářů a sardinského království v bitvách u Custozy a u Novary, což vedlo k rezignaci sardinského krále Karla Alberta. V srpnu 1849 Radecký dobyl Benátky. Na počest těchto jeho vítězství složil rakouský skladatel Johann Strauss starší slavný Radeckého pochod, který doprovázel slavnostní defilé ve Vídni v září 1849. Nový císař František Josef I. dekoroval Radeckého řádem Zlatého rouna a ruský car Mikuláš I. mu udělil titul ruského generála polního maršála. Uznání mu vyjádřili i bavorský a pruský král. Magistrát města Olomouce jmenoval 5. října 1848 Radeckého čestným občanem města. 
V roce 1850 byl v souvislosti s napětím mezi Pruskem a Rakouskem poslán v čele dvou armádních sborů o síle asi 14 000 vojáků do Olomouce a tato manifestace síly nakonec významně přispěla k uzavření tzv. „Olomoucké punktace“. V letech 1849–1857 byl Radecký generálním guvernérem Lombardsko-benátského království (někdy uváděn jako 5. vicekrál) a velitelem II. armády. Aktivní vojenskou kariéru ukončil po 72 letech.

### Rodinný život

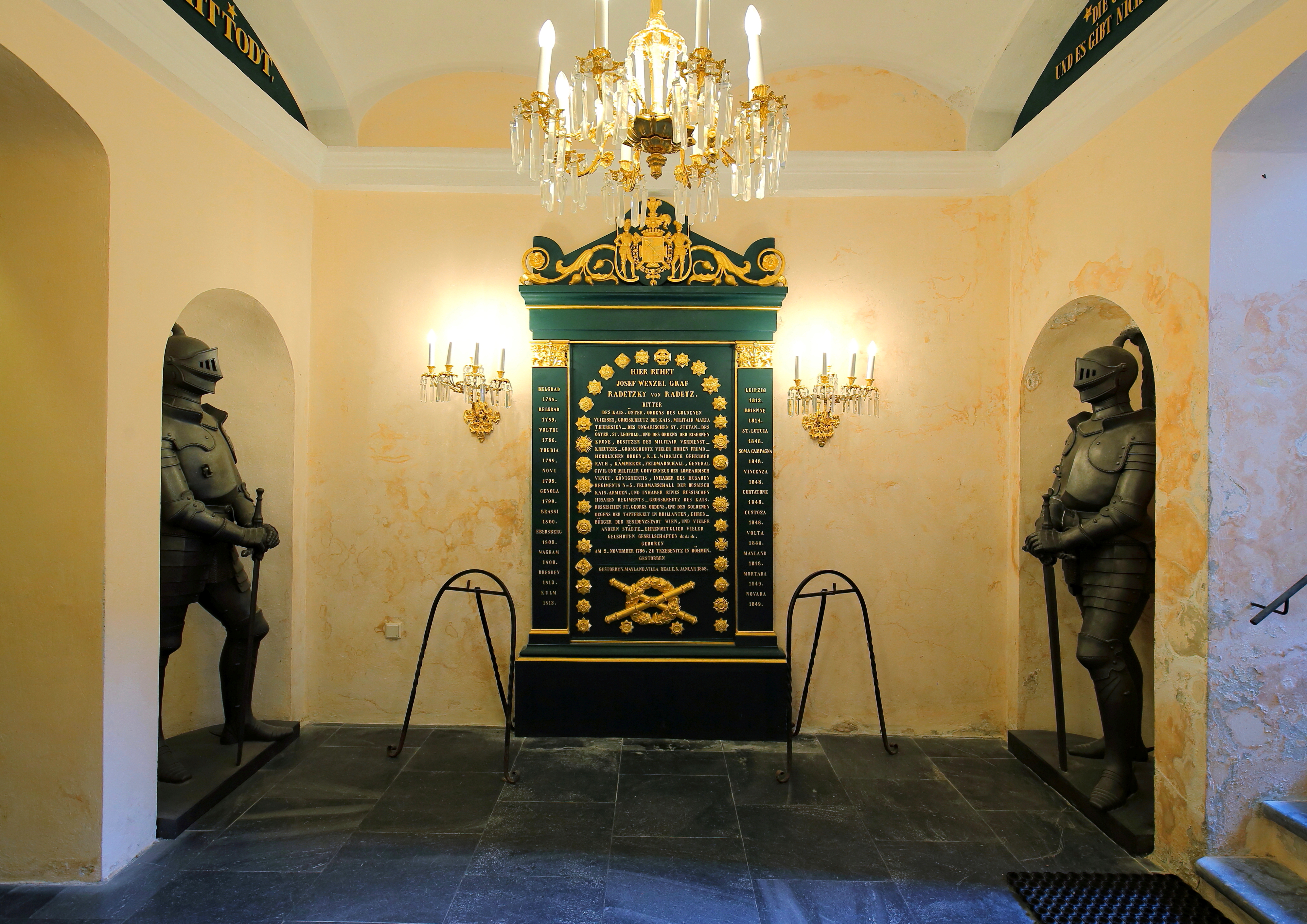
Hrob maršála Radeckého v památníku na Heldenbergu

V dubnu roku 1798 se oženil s Františkou, hraběnkou ze Strassoldo-Grafenbergu, která zemřela roku 1854. Z tohoto manželství vzešlo pět synů a tři dcery, z nichž otce přežili pouze syn Theodor a dcera, provdaná hraběnka Wenkheimová. Radecký měl ještě čtyři děti se svou milenkou, žehlířkou Giudittou Meragalliovou.
Po svém penzionování Radecký žil ještě dvě desetiletí; s manželkou stále vedli nákladný způsob života, takže se značně zadlužili. Radeckého dluhy zaplatil mecenáš Joseph Gottfried Pargfrieder s podmínkou, že Radecký bude pohřben v památníku rakouské armády na vrchu Heldenberg v Dolním Rakousku, který dal vybudovat poblíž svého zámku Kleinwetzdorf. Nebylo tak splněno přání císaře Františka Josefa I. pohřbít Radeckého v Kapucínské kryptě ve Vídni.
Radecký zemřel v roce 1858 ve své rezidenci ve státní vile ( Villa Reale) v Miláně. Příčinou úmrtí bylo to, že uklouzl na nově navoskované podlaze kde si zlomil krček. Rakouském císařství byl vyhlášen čtrnáctidenní státní smutek. Tělo bylo přes Benátky a Terst převezeno do Vídně.  Před pohřbem bylo tělo vystaveno se všemi vojenskými poctami ve vídeňském Arsenalu a ve Svatoštěpánském dómu, kde se konala smuteční slavnost.

## Legendární epizody
- Podle jedné legendy si Radecký v 18 letech jako čerstvý kadet kyrysnického pluku dal věštit z ruky životní osudy od staré cikánky. Ta mu údajně z čar na dlani předpověděla skvělou vojenskou kariéru, ale také to, že sejde z tohoto světa jinou než vojenskou smrtí. Její předpověď se splnila: Radecký se stal jako vojevůdce legendou, ale nezemřel na válečném poli. Uklouzl na navoskované podlaze v pokoji své rezidence v Miláně. Pádem si zlomil krček stehenní kosti a zemřel na následky zranění na počátku roku 1858 v Miláně ve věku jednadevadesáti let.[5]

- Podle vídeňské gastronomické tradice si Josef Radecký již v mládí oblíbil milánskou specialitu cotoletta alla milanese, telecí řízek, smažený ve směsi strouhanky a sýra. Jeho osobní kuchař tuto pochoutku přivezl do Vídně, vynechal strouhaný sýr a vznikl klasický vídeňský řízek v trojobalu. Radecký byl proslulý gourmet a zadlužil se kvůli svým proslulým hostinám, které pořádal až do pozdního věku. Radeckého pochoutku brzy převzal jeho obdivovatel, mladý císař František Josef I.

## Památky a současnost
Vojenské muzeum ve Vídni (Heeresgeschichtliches Museum, v budově Arsenalu) věnovalo Radeckého vojenské kariéře jednu pamětní síň, v níž jsou vystaveny jeho osobní předměty, jako slavnostní jezdecké sedlo, šavle, některé ukořistěné prapory, všechny vojenské řády a vyznamenání, posmrtná maska a dopis na rozloučenou císaři Františku Josefovi I. Expozici doprovázejí olejomalby vítězných bitev, bronzová portrétní busta a model sochy.

### Pomník malostranský

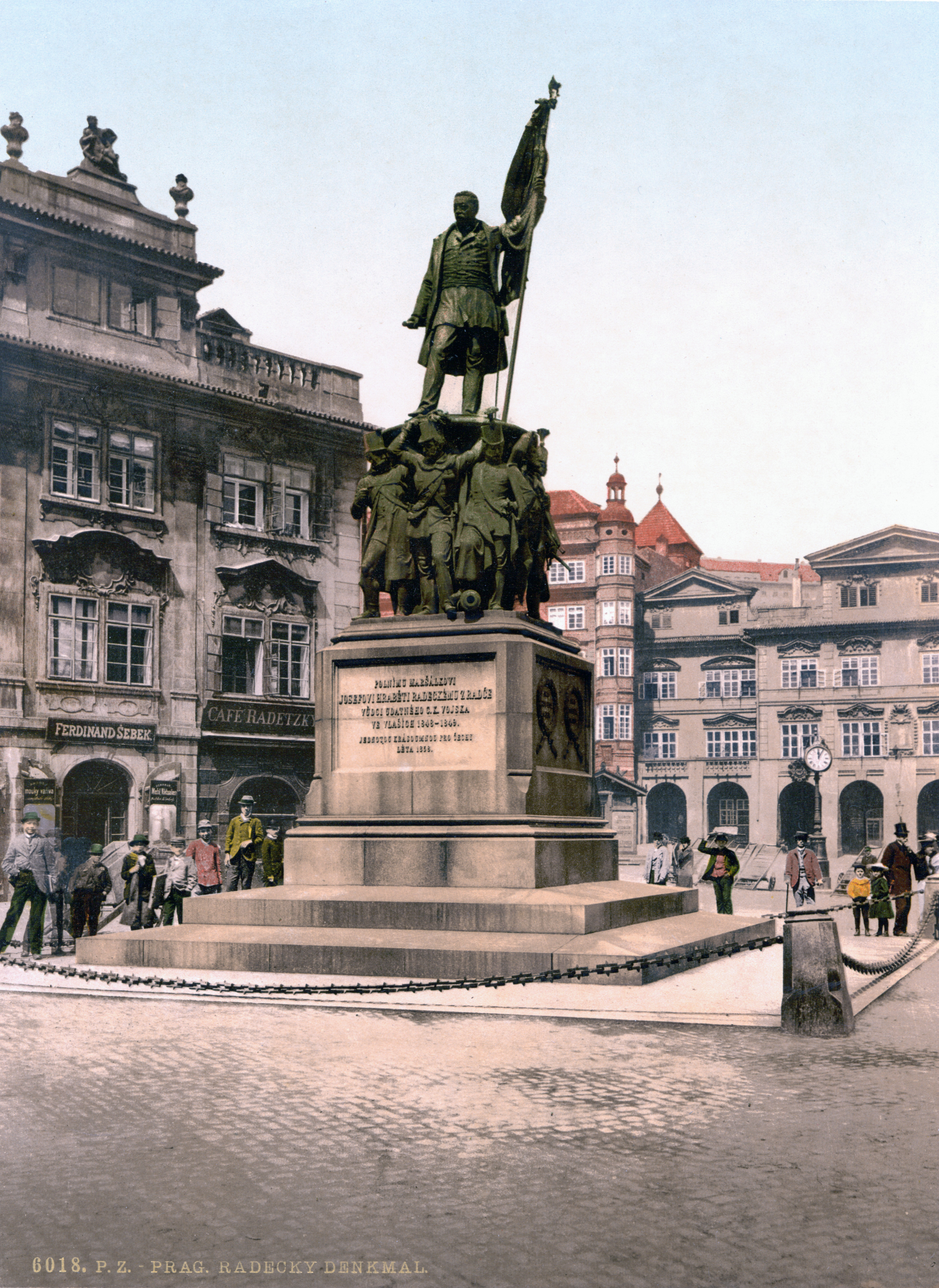
Radeckého pomník na Radeckého náměstí (dnešní Malostranské náměstí) v Praze kolem roku 1900

Nejstarší z pomníků Radeckého byl iniciován krátce po vítězství u Novary roku 1849. Nejprve byl naskicován na zeď Akademie malířem prof. Christianem Rubenem. Sochařskou podobu mu vtiskli sochaři bratři Josef Max (sochy vojáků) a Emanuel Max (socha maršálka). Z kovu ukořistěných děl italské armády na Sardinii jej odlili Jakob Daniel Burgschmiet a Christoph Lenz v Norimberku. Pomník byl odhalen až po maršálkově smrti v listopadu roku 1858. Stál v letech 1858–1919 na dolním Malostranském náměstí v Praze v místech dnešního tramvajového ostrůvku proti tehdejší kavárně Caffé Radetzky (Grömlingovský palác); po zboření brány v Karmelitské ulici a zavedení koňské dráhy se musel asi o pět metrů přesunout.
Počátkem listopadu 1918 byl pomník zakryt plátnem, v květnu 1919 bylo demontováno sousoší a v roce 1921 byl odstraněn i kamenný podstavec. Kamenný podstavec z leštěné žuly se čtyřmi bronzovými tabulkami se jmény bitev (Verona, Vicenza, Custozza, Novara) byl zničen, bronzová sochařská část o výšce 676 centimetrů a váze přes 10 tun byla rozebrána a přenesena do Lapidária Národního muzea v Praze 7 na Pražském výstavišti, kde je vystavena dodnes společně s modelem ze dřeva a z papírmaše.
V roce 2011 vzniklo občanské sdružení „Radecký 1766–2016“, později přejmenované na „Spolek Radecký Praha“, jehož cílem je obnova pomníku.

### Ostatní pomníky

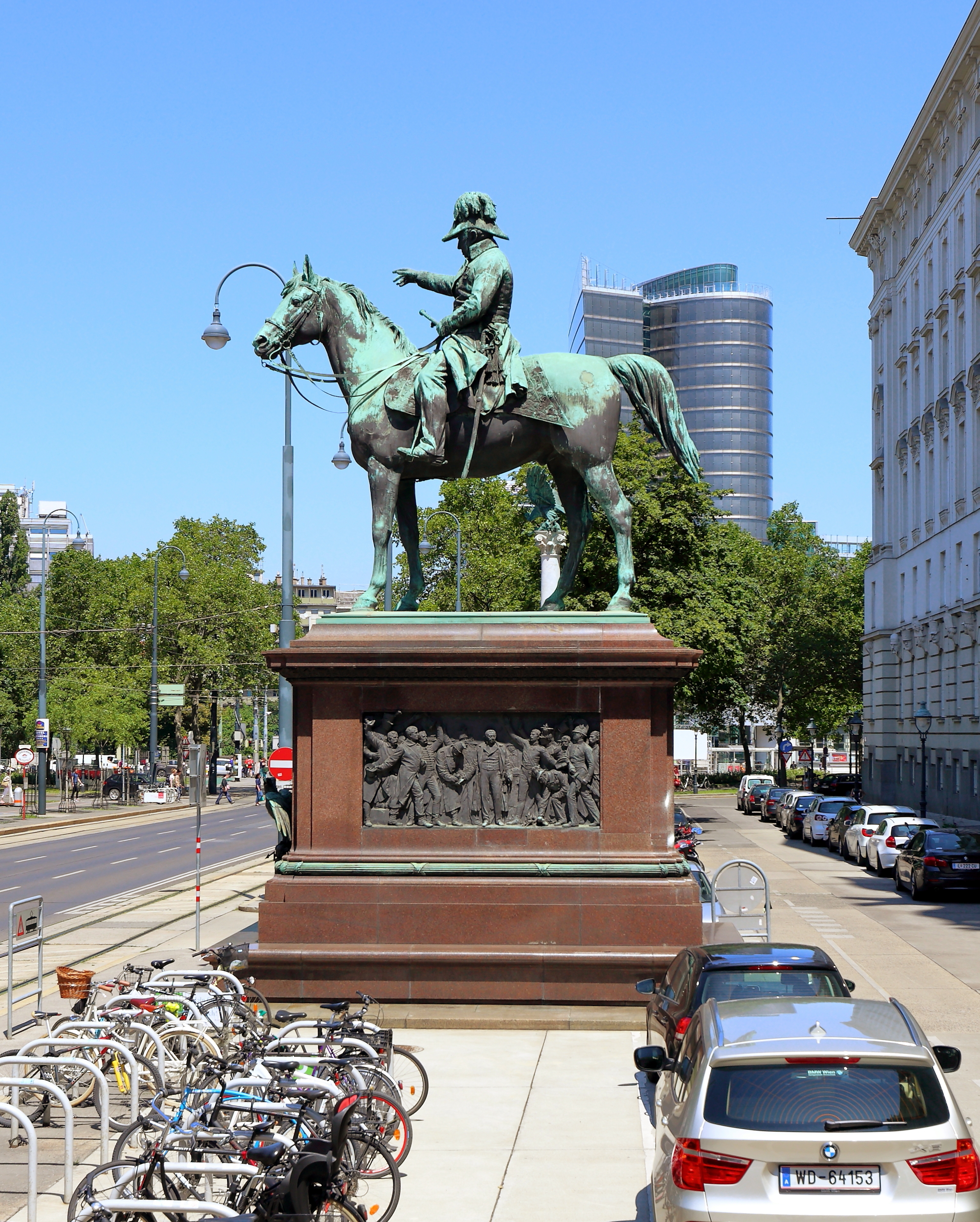
Pomník maršála Radeckého na vídeňské Ringstrasse

Další Radeckého jezdecký pomník byl vztyčen ve Vídni roku 1892 před císařským dvorním kostelem na náměstí Am Hof, od rakouského dvorního sochaře Caspara von Zumbusch, od roku 1912 stojí na vídeňské Okružní třídě (Ringstrasse). Jeho model ve stříbře jako čestný dar provedla vídeňská firma J. C. Klinkosch a je rovněž ve sbírce vídeňského Arsenalu. Pomník stojící pěší figury z bílého mramoru se dochoval v galerii slavných vojevůdců ve vídeňském Arsenalu, týž v bronzovém odlitku stál do roku 1919 na hlavním náměstí v Lublani, tamtéž v sadech stávala Radeckého portrétní busta. Také v Miláně býval maršálův pomník.
Další české návrhy na jiné pomníky Radeckého se dochovaly v kresbách, litografiích, či v sériově vyráběných miniaturách v porcelánu nebo ve skle.

### Další památky

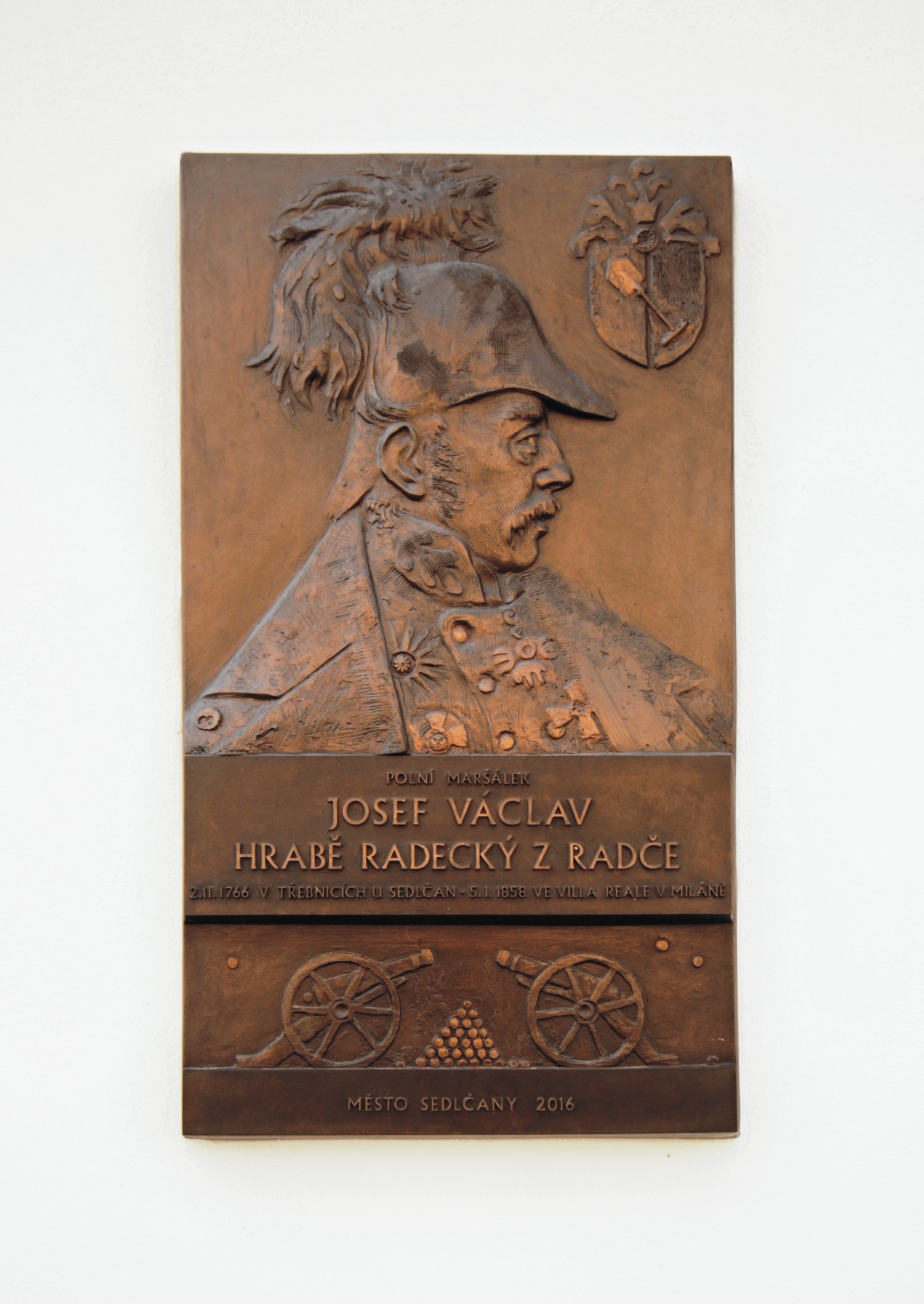
Pamětní deska maršála Radeckého na staré radnici v Sedlčanech

V místech Radeckého pobytů se dochovaly pamětní desky, mj. na zámku v Třebnici, na domě v Duchcově v Husově ulici, na kasárnách v Olomouci, či v Miláně. V Národním muzeu v Praze se dochovaly na tři desítky památek, pamětní medaile vlastní také Moravské zemské muzeum v Brně. Památku svého rodáka připomíná v expozici regionální muzeum v Sedlčanech. Město Olomouc od roku 2002 pořádá na začátku září každoročně „Oslavy maršála Radeckého“. V památníku Walhalla u obce Donaustauf nad Dunajem, asi 10 km východně od Řezna je umístěna busta maršála Josefa Radeckého.
Na jeho počest byly také pojmenovány rakousko-uherské lodě: šroubová fregata SMS Radetzky a predreadnought SMS Radetzky.